# Schillstraße 38 (Stralsund)

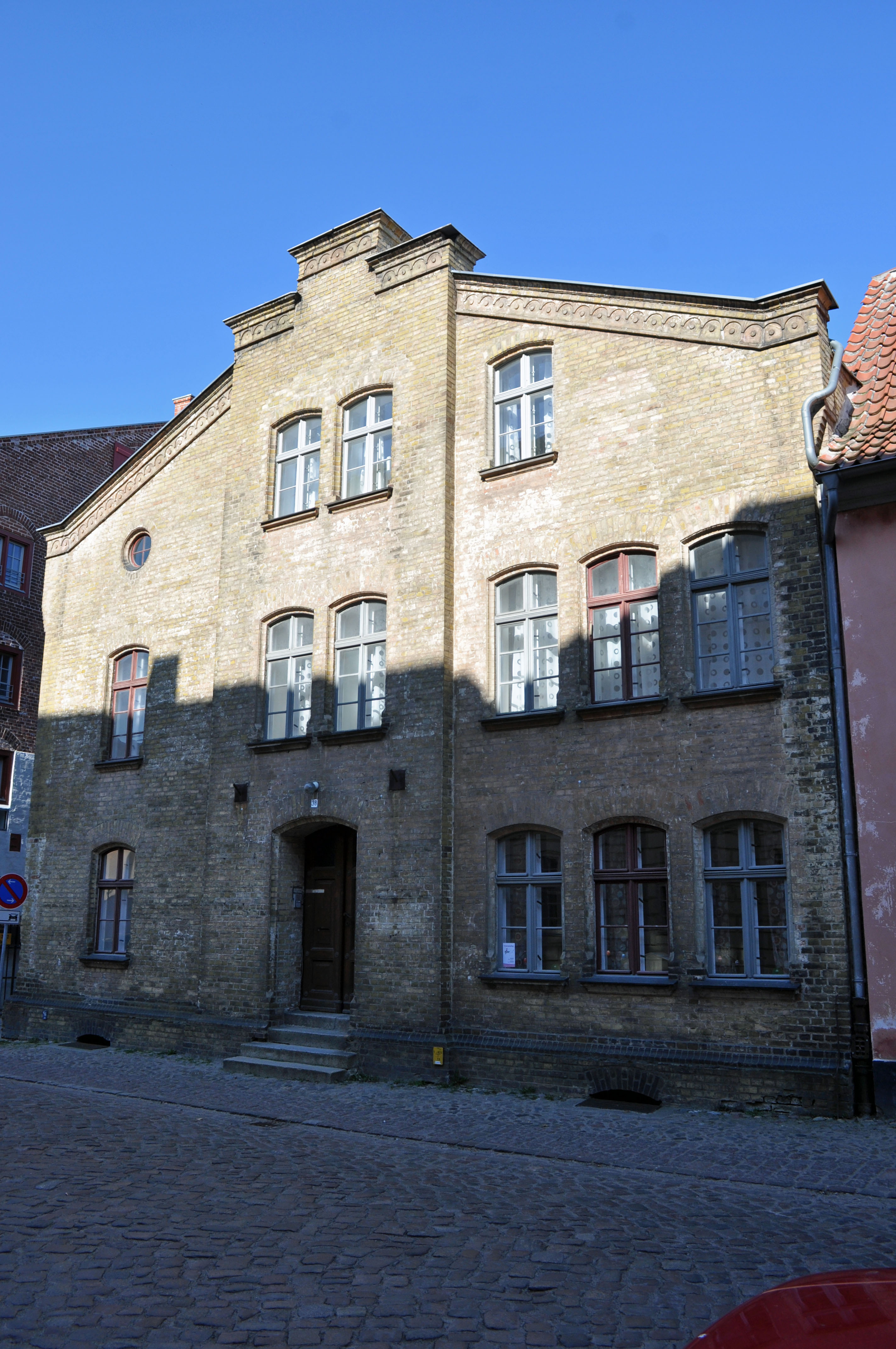
Das Haus Schillstraße 38 in Stralsund (2012)

Das Gebäude mit der postalischen Adresse Schillstraße 38 ist ein denkmalgeschütztes Bauwerk in der Schillstraße in Stralsund.
Das zweigeschossige Gebäude wurde im Jahr 1869 als Militärbäckerei errichtet.
Zur Schillstraße hin prägt eine flache Vorlage die Fassade. Sie nimmt das mittige Portal auf und führt zu einem abgestuften Giebelabschluss auf. Die segmentbogigen Fenster sind ungleichmäßig angeordnet.
Das Haus liegt im Kerngebiet des von der UNESCO als Weltkulturerbe anerkannten Stadtgebietes des Kulturgutes „Historische Altstädte Stralsund und Wismar“. In die Liste der Baudenkmale in Stralsund ist es mit der Nummer 691 eingetragen.